# Jaraguá do Sul

Jaraguá do Sul este un oraș în Santa Catarina (SC), Brazilia.